# Anna Górecka
Anna Weronika Górecka (ur. 19 czerwca 1967 w Katowicach) – polska pianistka, profesor Akademii Muzycznej im. Karola Szymanowskiego w Katowicach. Córka kompozytora Henryka Mikołaja Góreckiego, siostra Mikołaja Góreckiego, także kompozytora.

## Życiorys
Naukę gry na fortepianie rozpoczęła w wieku 4 lat pod kierunkiem prof. Wandy Chmielowskiej. Wśród jej późniejszych nauczycieli są Bożena Dymek i Marta Czerewko. W 1991 ukończyła z wyróżnieniem studia w katowickiej Akademii Muzycznej w klasie fortepianu prof. Andrzeja Jasińskiego. Następnie studiowała u prof. Wiktora Mierżanowa w Hochschule für Musik w niemieckim Trossingen. Była stypendystką m.in. Deutscher Akademischer Austauschdienst. Pracuje naukowo i wykłada w Katedrze Fortepianu katowickiej Akademii Muzycznej. Autorka książki Rola fortepianu w życiu i twórczości Henryka Mikołaja Góreckiego (Akademia Muzyczna im. Karola Szymanowskiego, Katowice 2012, ISBN 978-83-85679-73-8).
Koncertuje w Europie, Japonii i USA. Jest jurorem krajowych i międzynarodowych konkursów muzycznych.
Laureatka konkursów pianistycznych:
- 1982 – Międzynarodowy Konkurs Pianistyczny, Senigallia, Włochy
- 1991 – XXV Festiwal Pianistyki Polskiej w Słupsku
- 1992 – Międzynarodowy Konkurs im. Johannesa Brahmsa, Hamburg, Niemcy